# Eiji Okada
Eiji Okada (岡田 英次, Okada Eiji) est un acteur japonais, né le 13 juin 1920 à Chōshi (Japon) et mort le 14 septembre 1995 à Tokyo.

## Biographie
Eiji Okada apparaît dans plus de cent quarante films, majoritairement japonais, entre 1949 et 1995, année de sa mort. En France, il est surtout connu pour avoir interprété « lui », aux côtés d'Emmanuelle Riva (« elle »), dans Hiroshima, mon amour (1959), film franco-japonais d'Alain Resnais. Il joue aussi avec Marlon Brando dans Le Vilain Américain (1963), film américain de George Englund. Un de ses films japonais les plus connus est La Femme des sables (1964) d'Hiroshi Teshigahara.
Okada était marié à Aiko Wasa, avec laquelle il a dirigé une compagnie théâtrale au Japon.

### Mort
Okada meurt le 14 septembre 1995 d'une crise cardiaque à l'âge de 75 ans.

## Filmographie partielle

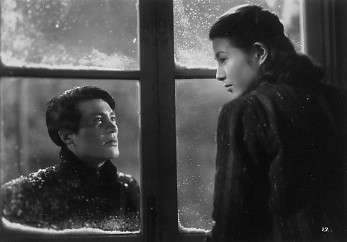
Avec Yoshiko Kuga dans Quand nous nous reverrons... (1950).

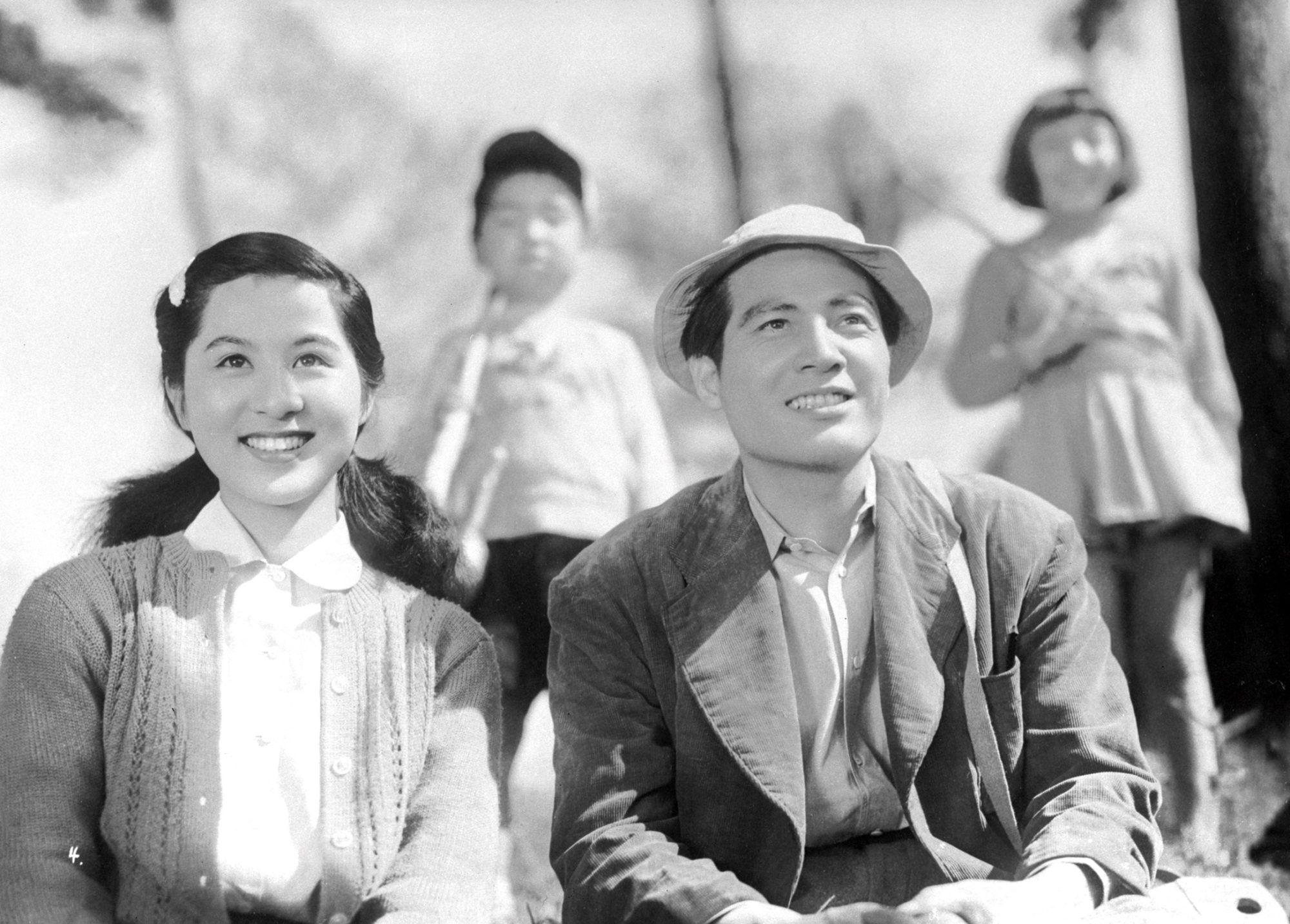
Kyōko Kagawa et Eiji Okada dans La Mère (1952).

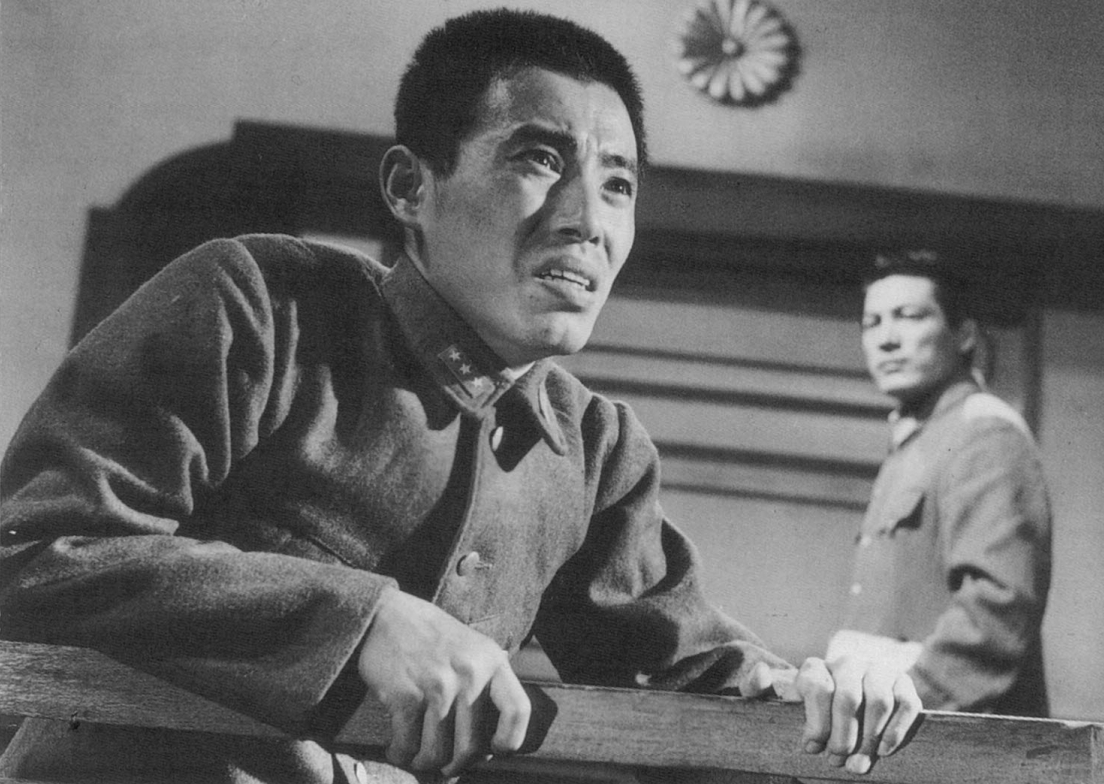
Isao Kimura et Eiji Okada dans Zone de vide (1952).

- 1950 : Quand nous nous reverrons... (また逢う日まで, Mata au hi made?) de Tadashi Imai
- 1950 : La Bête blanche (白い野獣, Shiroi yaju?) de Mikio Naruse : Iwasaki
- 1952 : L'École des échos (山びこ学校, Yamabiko gakkō?) de Tadashi Imai
- 1952 : L'Agitation du matin (朝の波紋, Asa no hamon?) de Heinosuke Gosho
- 1952 : La Mère (おかあさん, Okaasan?) de Mikio Naruse
- 1952 : Zone de vide (真空地帯, Shinkū chitai?) de Satsuo Yamamoto
- 1953 : La Tour des lys (ひめゆりの塔, Himeyuri no tō?) de Tadashi Imai : professeur Tamai
- 1953 : Hiroshima (ひろしま, Hiroshima?) de Hideo Sekigawa
- 1954 : Le Milliardaire (億万長者, Okuman chōja?) de Kon Ichikawa
- 1955 : Voici une fontaine (ここに泉あり, Koko ni izumi ari?) de Tadashi Imai
- 1955 : L'Homme-torpille (人間魚雷回天, Ningen gyōrai kaiten?) de Shūe Matsubayashi
- 1955 : Le Christ en bronze (青銅の基督, Seidō no Kirisuto?) de Minoru Shibuya
- 1957 : Un amour pur (純愛物語, Jun'ai monogatari?) de Tadashi Imai
- 1957 : La Dernière Extrémité (どたんば, Dotanba?) de Tomu Uchida
- 1959 : Hiroshima, mon amour d'Alain Resnais
- 1960 : Shinran (親鸞, Shinran?) de Tomotaka Tasaka
- 1963 : Le Vilain Américain (The Ugly American) de George Englund
- 1963 : Rififi à Tokyo de Jacques Deray
- 1964 : Le Camélia à cinq pétales (五瓣の椿, Goben no tsubaki?) de Yoshitarō Nomura
- 1964 : La Femme des sables (砂の女, Suna no onna?) d'Hiroshi Teshigahara
- 1964 : Le Parfum de l'encens (香華, Koge?) de Keisuke Kinoshita
- 1964 : Assassinat (暗殺, Ansatsu?) de Masahiro Shinoda
- 1965 : La Guerre des espions (異聞猿飛佐助, Ibun Sarutobi Sasuke?) de Masahiro Shinoda
- 1966 : Le Chef des yakuzas du Japon (日本大侠客, Nihon daikyōkaku?) de Masahiro Makino
- 1966 : Le Visage d'un autre (他人の顔, Tanin no kao?) d'Hiroshi Teshigahara
- 1967 : Itoka le monstre des galaxies (宇宙大怪獣ギララ, Uchu daikaijū Girara?) de Kazui Nihonmatsu
- 1967 : Le Banquet (宴, Utage?) de Heinosuke Gosho
- 1967 : Portraits de Chieko (智恵子抄, Chieko-shō?) de Noboru Nakamura : Tsubaki
- 1969 : Corps féminins (女体, Jotai?) de Yasuzō Masumura
- 1970 : La Vie éphémère (無常, Mujō?) d'Akio Jissōji
- 1971 : Silence (沈黙, Chinmoku?) de Masahiro Shinoda : Inoue
- 1971 : Chimimoryo, une âme au diable (闇の中の魑魅魍魎, Yami no naka no chimimoryo?) de Kō Nakahira
- 1973 : Lady Snowblood (修羅雪姫, Shurayuki hime?) de Toshiya Fujita
- 1973 : Baby Cart : Le Territoire des démons (子連れ狼 冥府魔道, Kozure Ōkami : Meifumando?) de Kenji Misumi
- 1973 : La Légende de Zatoïchi : Retour au pays natal (新座頭市物語・笠間の血祭り, Shin Zatōichi monogatari: Kasama no chimatsuri?) de Kimiyoshi Yasuda
- 1974 : Yakuza (The Yakuza) de Sydney Pollack
- 1974 : Mon chemin (わが道, Waga michi?) de Kaneto Shindō
- 1974 : Esupai (エスパイ?) de Jun Fukuda
- 1974 : Mesu (メス?) de Masahisa Sadanaga
- 1975 : Je suis un chat (吾輩は猫である, Wagahai wa neko de aru?) de Kon Ichikawa
- 1976 : La Berceuse de la grande terre (大地の子守唄, Daichi no komoriuta?) de Yasuzō Masumura : le prêcheur
- 1976 : Permanent Blue : Manatsu no koi (パーマネント・ブルー 真夏の恋?) de Shigeyuki Yamane
- 1977 : Arasuka monogatari (アラスカ物語?) d'Hiromichi Horikawa
- 1977 : La Porte de la jeunesse : L'Indépendance (青春の門・自立篇, Seishun no mon: Jiritsu hen?) de Kirio Urayama
- 1977 : Utamaro (歌麿 夢と知りせば, Utamaro: Yume to shiriseba?) d'Akio Jissōji
- 1978 : La Guerre atomique/L'Amour perdu (原子力戦争 Lost Love, Genshiryoku sensō: Lost Love?) de Kazuo Kuroki
- 1978 : Burū Kurisumasu (ブルークリスマス, Burū kurisumasu?) de Kihachi Okamoto
- 1978 : Mademoiselle Ogin (お吟さま, Ogin-sama?) de Kei Kumai
- 1978 : Furimukeba ai (ふりむけば愛?) de Nobuhiko Ōbayashi
- 1979 : Strangulation (絞殺, Kōsatsu?) de Kaneto Shindō
- 1979 : Ōgon no inu (黄金の犬?) de Shigeyuki Yamane
- 1983 : Antarctica (南極物語, Nankyoku monogatari?) de Koreyoshi Kurahara
- 1985 : Haru no kane (春の鐘?) de Koreyoshi Kurahara
- 1991 : Kagerō (陽炎, Kagerō?) de Hideo Gosha